# Harreberg
Harreberg é uma comuna francesa na região administrativa de Grande Leste, no departamento de Mosela. Estende-se por uma área de 6,34 km². Em 2010 a comuna tinha 396 habitantes (densidade: 62,5 hab./km²).